# Dylan Holloway
Dylan Holloway (né le 23 septembre 2001 à Calgary en Alberta au Canada) est un joueur canadien de hockey sur glace. Il évolue au poste de centre.

## Biographie
Le 6 juin 2022, Holloway joue son premier match dans la LNH avec les Oilers d'Edmonton alors qu'ils sont en séries éliminatoires. Il est rappelé à la suite d'une suspension de l'attaquant Evander Kane et à une blessure d'un autre attaquant, Kailer Yamamoto.
Le 13 août 2024, il signe un contrat de deux saisons avec les Blues de Saint-Louis, d'une valeur annuelle de 2,29 millions $.
Le 5 novembre 2024, alors que les Blues croisent le fer avec le Lightning de Tampa Bay, il se dresse devant le lancer de Nick Paul et la rondelle l'atteint au cou. Il termine sa présence mais à son arrivée au banc, il est examiné par l'équipe médicale puis envoyé à l'hôpital sur une civière.

## Statistiques

### En club
| Saison     | Équipe                 | Ligue      |    | Saison régulière | Saison régulière | Saison régulière | Saison régulière | Saison régulière |   | Séries éliminatoires | Séries éliminatoires | Séries éliminatoires | Séries éliminatoires | Séries éliminatoires |
| Saison     | Équipe                 | Ligue      | PJ | B                | A                | Pts              | Pun              | PJ               | B | A                    | Pts                  | Pun                  |                      |                      |
| 2016-2017  | Oilers d'Okotoks       | AJHL       | 2  | 0                | 0                | 0                | 0                | -                | - | -                    | -                    | -                    |                      |                      |
| 2017-2018  | Oilers d'Okotoks       | AJHL       | 28 | 11               | 16               | 27               | 16               | 6                | 4 | 0                    | 4                    | 4                    |                      |                      |
| 2018-2019  | Oilers d'Okotoks       | AJHL       | 53 | 40               | 48               | 88               | 56               | 7                | 8 | 3                    | 11                   | 24                   |                      |                      |
| 2019-2020  | Badgers du Wisconsin   | NCAA       | 35 | 8                | 9                | 17               | 49               | -                | - | -                    | -                    | -                    |                      |                      |
| 2020-2021  | Badgers du Wisconsin   | NCAA       | 23 | 11               | 24               | 35               | 19               | -                | - | -                    | -                    | -                    |                      |                      |
| 2021-2022  | Condors de Bakersfield | LAH        | 33 | 8                | 14               | 22               | 16               | 5                | 2 | 2                    | 4                    | 4                    |                      |                      |
| 2021-2022  | Oilers d'Edmonton      | LNH        | -  | -                | -                | -                | -                | 1                | 0 | 0                    | 0                    | 0                    |                      |                      |
| 2022-2023  | Condors de Bakersfield | LAH        | 12 | 7                | 3                | 10               | 4                | 2                | 0 | 0                    | 0                    | 2                    |                      |                      |
| 2022-2023  | Oilers d'Edmonton      | LNH        | 51 | 3                | 6                | 9                | 27               | -                | - | -                    | -                    | -                    |                      |                      |
| 2023-2024  | Condors de Bakersfield | LAH        | 18 | 10               | 6                | 16               | 12               | -                | - | -                    | -                    | -                    |                      |                      |
| 2023-2024  | Oilers d’Edmonton      | LNH        | 38 | 6                | 3                | 9                | 29               | 25               | 5 | 2                    | 7                    | 8                    |                      |                      |
| Totaux LNH | Totaux LNH             | Totaux LNH | 89 | 9                | 9                | 18               | 56               | 26               | 5 | 2                    | 7                    | 8                    |                      |                      |

### En équipe nationale
| Année | Équipe     | Compétition                          |   | PJ | B | A | Pts | Pun               |  | Résultat |
| 2019  | Canada U18 | Championnat du monde moins de 18 ans | 7 | 2  | 2 | 4 | 10  | 4e place          |  |          |
| 2021  | Canada U20 | Championnat du monde junior          | 6 | 1  | 1 | 2 | 2   | Médaille d'argent |  |          |